# Гарсия, Андрес (футболист, 2003)
Андре́с Гарси́я Робле́до (исп. Andrés García Robledo; род. 7 февраля 2003) — испанский футболист, правый защитник английского клуба «Астон Вилла».

## Клубная карьера

### «Леванте»
Гарсия родился в Вильяр-дель-Арсобиспо и присоединился к молодёжной команде «Леванте» в 2021 году, до этого выступая за «Торре Леванте» и Интер Сан-Хосе. В июле 2022 года он был переведён в резерв из Третьего дивзиона.
Гарсия дебютировал за резерв 10 сентября 2022 года, выйдя в стартовом составе в проигрышном домашнем матче против «Торренте» (0:1). Свой первый гол забил 6 ноября, забив победный и единственный гол в домашнем матче против «Эльче Илиситано» (1:0). Он дебютировал в основной команде 3 января следующего года, выйдя на замену вместо Алекса Кантеро в домашней победной игре Кубка Испании против «Хетафе» (3:2).
22 июля 2023 года Гарсия продлил свой контракт с «Леванте» ещё на один год с возможностью продления ещё на три сезона. В сентябре он получил травму, из-за которой выбыл на три месяца.
Гарсия забил свой первый профессиональный гол 26 мая 2024 года, открыв счет в домашнем матче против «Алькоркона», завершившемся со счетом 2:2.

### «Астон Вилла»
21 января 2025 года Гарсия подписал контракт с английским клубом «Астон Вилла» за нераскрытую сумму, которая, как сообщается, составила около 6 миллионов фунтов стерлингов. 1 февраля 2024 года Гарсия дебютировал в матче Премьер-лиги против «Вулверхэмптон Уондерерс» (0:2).

## Клубная статистика
| Клуб             | Сезон      | Лига            | Лига  | Лига | Кубок | Кубок | Кубок лиги | Кубок лиги | Европа | Европа | Итог  | Итог |
| Клуб             | Сезон      | Дивизион        | Матчи | Голы | Матчи | Голы  | Матчи      | Голы       | Матчи  | Голы   | Матчи | Голы |
| ---------------- | ---------- | --------------- | ----- | ---- | ----- | ----- | ---------- | ---------- | ------ | ------ | ----- | ---- |
| Атлетико Леванте | 2022/23    | Третий дивизион | 31    | 1    | 0     | 0     | —          | —          | —      | —      | 31    | 1    |
| Леванте          | 2022/23    | Сегунда         | 1     | 0    | 2     | 0     | —          | —          | —      | —      | 3     | 0    |
| Леванте          | 2023/24    | Сегунда         | 24    | 1    | 0     | 0     | —          | —          | —      | —      | 24    | 1    |
| Леванте          | 2024/25    | Сегунда         | 22    | 3    | 1     | 0     | —          | —          | —      | —      | 23    | 3    |
| Астон Вилла      | 2024/25    | Премьер-лига    | 1     | 0    | 0     | 0     | 0          | 0          | 0      | 0      | 1     | 0    |
| Общий итог       | Общий итог | Общий итог      | 79    | 5    | 3     | 0     | 0          | 0          | 0      | 0      | 82    | 5    |